# Vũ khí kiến tạo gây động đất
Vũ khí kiến tạo gây động đất là một loại phương tiện có thể kiến tạo động đất dựa trên phương thức điều chuyển chế độ chuyển dịch mảng ở các đoạn đứt gãy, đã được đăng ký bằng sáng chế bởi các nhà địa chấn học tại Phòng thí nghiệm Địa lý Địa chấn học - Viện vỏ Trái Đất ở Irkutsk thuộc Viện hàn lâm khoa học Liên bang Nga